# .ru
.ru è il dominio di primo livello nazionale assegnato alla Russia.
Il dominio è stato creato in seguito alla dissoluzione dell'Unione Sovietica (il cui dominio assegnato era .su), insieme a quelli di Lituania, Estonia, Georgia, Ucraina, Lettonia e Azerbaigian.